# Molise Pinot bianco spumante di qualità
Il Molise Pinot bianco spumante di qualità è un vino spumante DOC la cui produzione è consentita nelle province di Campobasso e Isernia.

## Caratteristiche organolettiche
- spuma: fine e persistente
- colore: giallo paglierino con riflessi verdolini
- odore: fresco, fruttato
- sapore: brut nature o extra brut o brut, delicato ed armonico;

## Abbinamenti gastronomici
Si consiglia con piatti a base di pesce e con gli antipasti:
- bagnet verd: acciughe dissalate in salsa verde[2]
- acciughe sotto sale, dissalate e poste sott'olio
- pasta d'acciughe

## Produzione
Provincia, stagione, volume in ettolitri
- nessun dato disponibile